# Liste der Monuments historiques in Metz
Die Liste der Monuments historiques in Metz führt die Monuments historiques in der lothringischen Stadt Metz auf.

## Liste der Bauwerke
| Bezeichnung                                                 | Beschreibung | Standort                                                            | Kennzeichnung | Schutzstatus           | Datum               | Bild           |
| ----------------------------------------------------------- | --- | ------------------------------------------------------------------- | ------------- | ---------------------- | ------------------- | -------------- |
| Abtei St-Arnould                                            | Kloster im 6. Jahrhundert gegründet; erhaltene Gebäude aus dem 17. Jahrhundert; heute Offizierskasino | Rue aux Ours Rue Poncelet (Lage)                                    | PA00106809    | Inscrit                | 1986                | weitere Bilder |
| Abtei St-Clément                                            | Kirche St-Clément von 1683 bis 1737 erbaut; Kloster mit Kreuzgang ab 1669 errichtet; Südflügel mit Innenhof und Kapelle von 1855 bis 1857 angelegt, gleichzeitig Umbau und Aufstockung des Klosterflügels; heute Hôtel de Région der Region Grand Est | Place Gabriel Hocquard Place Saint-Clément (Lage)                   | PA00106810    | Classé                 | 1972                | weitere Bilder |
| Abtei Ste-Glossinde                                         | Kloster im 7. Jahrhundert gegründet, seit 1802 Sitz des Bischofs von Metz; Klostergebäude ab 1717, Kirche von 1752 | Place Sainte-Glossinde (Lage)                                       | PA00106811    | Classé Inscrit         | 1978                | weitere Bilder |
| Abtei St-Pierre-aux-Nonnains                                | gallorömische Therme, 4. Jahrhundert, im 7. Jahrhundert zur Kirche umgebaut; Reste des Kreuzgangs, 15. und 16. Jahrhundert | Rue de la Citadelle (Lage)                                          | PA00106812    | Classé                 | 1909 1932           | weitere Bilder |
| Caserne Chambière                                           | von 1727 bis 1736 erbaut, um 1950 abgebrochen; zwei Portale erhalten (?) | Rue de la Caserne (Lage)                                            | PA00106814    | Inscrit                | 1929                | weitere Bilder |
| Caserne du Cloître                                          | ab 1663 erbaut, um 1935 weitgehend abgebrochen; zwei heute freistehende Tore im Stil Louis XIII erhalten | Rue Saint-Marcel (Lage)                                             | PA00106815    | Classé                 | 1926                |                |
| Caserne Ney                                                 | von 1841 bis 1844 erbaut | Avenue Ney (Lage)                                                   | PA00106816    | Inscrit                | 1929                | weitere Bilder |
| Kathedrale St-Étienne                                       | von 1220 bis 1520 errichtet | Place d’Armes (Lage)                                                | PA00106817    | Classé                 | 1930                | weitere Bilder |
| Chapelle de la Miséricorde                                  | ab dem 12. Jahrhundert | 32, 34 rue de la Chèvre (Lage)                                      | PA00106818    | Classé                 | 1968                | weitere Bilder |
| Templerkapelle                                              | in der zweiten Hälfte des 12. Jahrhunderts errichtet; mit Wandmalereien des 14. Jahrhunderts | Rue de la Citadelle (Lage)                                          | PA00106821    | Classé                 | 1840                | weitere Bilder |
| Kapelle Petit-Saint-Jean                                    | Reste der Kapelle aus dem 13. Jahrhundert | 11 rue Chambiere (Lage)                                             | PA00106820    | Inscrit                | 1973                | weitere Bilder |
| Kapelle St-Genest                                           | aus dem 12. Jahrhundert; 1570 umgestaltet | 3 en Jurue (Lage)                                                   | PA00106819    | Inscrit                | 1929                | weitere Bilder |
| Ostfriedhof                                                 | 1834 angelegt, 1864 erweitert; etwa 100 denkmalgeschützte Grabmäler des 19. Jahrhunderts | Avenue de Strasbourg (Lage)                                         | PA57000026    | Inscrit                | 2003                | weitere Bilder |
| Kapelle Notre-Dame-du-Perpétuel-Secours des Jesuitenkollegs | im Südflügel der Abtei St-Clément; von 1855 bis 1857 erbaut, Architekt Edmond Duthoit; heute Sitzungssaal | Place Gabriel-Hocquard (Lage)                                       | PA00106822    | Classé                 | 1992                | weitere Bilder |
| Stiftskirche St-Sauveur                                     | Reste des Kreuzgangs und des Kapitelsaals, zweite Hälfte des 15. Jahrhunderts; wahrscheinlich abgegangen | 6 rue du Petit-Paris (Lage)                                         | PA00106823    | Inscrit                | 1929                |                |
| Kommende des Antoniter-Ordens                               | Speichergebäude, erste Hälfte des 14. Jahrhunderts, im 18. und 19. Jahrhundert verändert | 7 rue des Piques (Lage)                                             | PA00106824    | Inscrit Classé         | 1930 1994           | weitere Bilder |
| Karmeliterinnenkloster                                      | karolingisches Relief in der Einfassungsmauer | Impasse des Trinitaires (Lage)                                      | PA00106825    | Classé                 | 1930                |                |
| Rekollektenkloster                                          | gotischer Kreuzgang mit Kapitelsaal | 2 rue de l’Abbé-Risse 1 rue des Récollets (Lage)                    | PA00106826    | Classé                 | 1972                | weitere Bilder |
| École royale d’artillerie                                   | 1762 erbaut | 10 rue Winston-Churchill (Lage)                                     | PA00106827    | Classé                 | 1929                | weitere Bilder |
| Karmeliterkirche                                            | 1415 erbaut, während der Französischen Revolution zerstört | Rue Marchant (Lage)                                                 | PA00106828    | Classé                 | 1929                | weitere Bilder |
| Trinitarierkirche                                           | zwischen 1720 und 1787 erbaut; heute Ausstellungsraum | 2 rue des Trinitaires (Lage)                                        | PA00106836    | Claasé                 | 1973                | weitere Bilder |
| Kirche Notre-Dame-de-l’Assomption                           | von 1665 bis 1739 erbaut | 21 rue de la Chèvre (Lage)                                          | PA00106829    | Classé                 | 1968                | weitere Bilder |
| Kirche Ste-Lucie                                            | Chorturm, 12. Jahrhundert; Langhaus von 1759 | Rue Jean-Pierre-Jean (Lage)                                         | PA00107055    | Inscrit                | 1991                | weitere Bilder |
| Kirche Ste-Ségolène                                         | Krypta, vermutlich aus dem 9. oder 10. Jahrhundert; Chor, Mitte des 13. Jahrhunderts; Schiff und Westwerk, Ende des 19. Jahrhunderts, Architekt Conrad Wahn                                                                                           | Place Jeanne-d’Arc (Lage)                                           | PA00106834    | Classé                 | 2014                | weitere Bilder |
| Kirche Ste-Thérèse-de-l’Enfant-Jésus                        | Bau 1937 begonnen, von 1950 bis 1954 fertiggestellt, Architekt Roger-Henri Expert; Kirchenfenster von Nicolas Untersteller | Rue de Verdun (Lage)                                                | PA00107056    | Classé                 | 1998                | weitere Bilder |
| Kirche St-Étienne-le-Dépenné                                | aus dem 15. Jahrhundert | 1 rue Gaudrée (Lage)                                                | PA00106830    | Classé Inscrit         | 1928 1989           | weitere Bilder |
| Kirche St-Eucaire                                           | ab dem 12. Jahrhundert | Rue des Allemands (Lage)                                            | PA00106831    | Classé                 | 1979                | weitere Bilder |
| Kirche St-Martin                                            | kurz vor 1200 erbaut, teilweise auf römischen Mauern des 3. Jahrhunderts; Chor und Querschiff um 1500 erneuert | Rue Lasalle (Lage)                                                  | PA00106832    | Classé                 | 1925                | weitere Bilder |
| Kirche St-Maximin                                           | zwischen dem 12. und 15. Jahrhundert erbaut, Portal von 1753 | Rue Mazelle (Lage)                                                  | PA00106833    | Classé                 | 1923                | weitere Bilder |
| Kirche St-Simon-et-St-Jude                                  | von 1735 bis 1740 erbaut; einschließlich der angrenzenden Gebäude und des Place de France | 4–9 place de France (Lage)                                          | PA00107034    | Inscrit                | 1989                | weitere Bilder |
| Abtei St-Vincent                                            | Kirche zwischen 1248 und 1376 erbaut | Place Saint-Vincent (Lage)                                          | PA00106835    | Classé                 | 1930                | weitere Bilder |
| Mittelalterliche Stadtmauer                                 | ab dem 13. Jahrhundert | (Lage)                                                              | PA00106837    | Inscrit Classé Inscrit | 1929 1932 1966 1971 | weitere Bilder |
| Fontaine Coislin                                            | 1733 angelegt | Rue du Cambout (Lage)                                               | PA00106838    | Classé                 | 1929                | weitere Bilder |
| Fort de Queuleu (Feste Goeben)                              | von 1868 bis 1875 erbaut | Allée Jean-Burger (Lage)                                            | PA00106840    | Inscrit                | 1970                | weitere Bilder |
| Porte de Bellecroix                                         | auch Porte des Sarrelouis; zwischen 1731 und 1749 erbautes Tor der Festung Metz | Rue du Corps-Expéditionnaire-Français (Lage)                        | PA00106841    | Classé                 | 1982                | weitere Bilder |
| Bahnhof Metz-Ville                                          | von 1904 bis 1908 erbaut, Architekt Jürgen Kröger | Place Général-de-Gaulle (Lage)                                      | PA00106842    | Inscrit                | 1975                | weitere Bilder |
| Grand magasin de la Citadelle                               | ehemaliges Proviantmagazin, heute Hotel; zwischen 1552 und 1560 erbaut, Entwurf Rochus zu Lynar | 5 avenue Ney (Lage)                                                 | PA00106861    | Inscrit                | 1969                | weitere Bilder |
| Grange de Chèvremont                                        | Kornspeicher, um 1457 erbaut; heute Museum | Rue du Chèvremont (Lage)                                            | PA00106843    | Classé                 | 1924                | weitere Bilder |
| Militärkrankenhaus des Fort Moselle                         | 1732/33 erbaut, Architekt Louis de Cormontaigne | 16 quai Paul-Wiltzer (Lage)                                         | PA00106844    | Inscrit                | 1937                | weitere Bilder |
| Hospital Saint-Nicolas                                      | ab dem 13. Jahrhundert | 2 place Saint-Nicolas (Lage)                                        | PA00106845    | Inscrit                | 1929 1993           | weitere Bilder |
| Hôtel de Gargan                                             | im 15. Jahrhundert erbaut | 9 en Nexirue (Lage)                                                 | PA00106847    | Inscrit                | 1929                | weitere Bilder |
| Hôtel de la Bulette                                         | aus dem 14. Jahrhundert | 1 place Sainte-Croix (Lage)                                         | PA00106846    | Inscrit                | 1931 1933           | weitere Bilder |
| Wohnhaus                                                    | aus dem 18. Jahrhundert | 2 place Sainte-Croix (Lage)                                         | PA00106880    | Inscrit                | 1930                | weitere Bilder |
| Wohnhaus                                                    | ab dem 13. Jahrhundert | 8 place Sainte-Croix (Lage)                                         | PA00106881    | Inscrit                | 1930                | weitere Bilder |
| Brunnen                                                     | aus dem 18. Jahrhundert | Place Sainte-Croix (Lage)                                           | PA00106839    | Inscrit                | 1929                | weitere Bilder |
| Hôtel de Malte (Johanniterhof)                              | ab dem 14. Jahrhundert | 9 rue des Murs Rue d’Enfer (Lage)                                   | PA00107035    | Inscrit                | 1989                | weitere Bilder |
| Place d’Armes                                               | ab 1754 angelegt, Architekt Jacques-François Blondel | Place d’Armes (Lage)                                                | PA00106914    | Classé                 | 1948                | weitere Bilder |
| Hôtel de Ville                                              | von 1761 bis 1771 erbaut, Entwurf Jacques-François Blondel | Place d’Armes (Lage)                                                | PA00106852    | Classé                 | 1922                | weitere Bilder |
| Corps de Garde                                              | Hauptwache von 1761 bis 1771 erbaut, Entwurf Jacques-François Blondel; heute Touristinformation | 2 place d’Armes (Lage)                                              | PA00106813    | Classé                 | 1921                | weitere Bilder |
| Hôtel du Parlement (Eckpavillon)                            | von 1761 bis 1771 erbaut, Architekt Jacques-François Blondel | 12 place d’Armes (Lage)                                             | PA00106853    | Classé                 | 1928                | weitere Bilder |
| Hôtel du Parlement                                          | von 1761 bis 1771 erbaut, Architekt Jacques-François Blondel | 13, 14, 15, 16, 17, 18 place d’Armes (Lage)                         | PA00106854    | Classé                 | 1922                | weitere Bilder |
| Hôtel des Arts et Métiers                                   | 1907 bis 1909 als Gewerbehaus erbaut, Architekt Gustave Oberthür | 1, 3 avenue Foch 5 place Raymond-Mondon 2, 2bis rue Gambetta (Lage) | PA57000022    | Inscrit                | 2002                | weitere Bilder |
| Hôtel des Postes                                            | ehemals Neue Oberpostdirektion; von 1907 bis 1911 erbaut, Entwurf Ewald von Rechenberg, überarbeitet von Ludwig Bettcher und Jürgen Kröger | Place du Général-de-Gaulle (Lage)                                   | PA00106850    | Inscrit                | 1975                | weitere Bilder |
| Hôtel de Burtaigne                                          | 1531 erbaut, im 18. Jahrhundert verändert | 4, 6 place des Charrons (Lage)                                      | PA00106848    | Classé                 | 2006                | weitere Bilder |
| Hôtel Saint-Livier                                          | ab dem 12. Jahrhundert | 1bis rue des Trinitaires (Lage)                                     | PA00106851    | Inscrit                | 1939 2003           | weitere Bilder |
| Wohn- und Geschäftshaus                                     | aus dem 18. Jahrhundert, mit älteren Spolien | 63 en Fournirue (Lage)                                              | PA00106856    | Classé                 | 1975                |                |
| Brunnen                                                     | bezeichnet 1613 | 12 rue des Bénédictins (Lage)                                       | PA00106855    | Inscrit                | 1929                |                |
| Wohn- und Geschäftshaus                                     | aus der zweiten Hälfte des 16. Jahrhunderts | 20 rue de Ladoucette (Lage)                                         | PA00106860    | Inscrit                | 1947                | weitere Bilder |
| Hôtel particulier                                           | aus dem 18. Jahrhundert | 20 rue Chèvremont (Lage)                                            | PA00106857    | Inscrit                | 1970                | weitere Bilder |
| Wohn- und Geschäftshaus                                     | um 1600 erbaut | 9 rue du Neufbourg 7 place Saint-Nicolas (Lage)                     | PA00106878    | Inscrit                | 1989                | weitere Bilder |
| Wohn- und Geschäftshaus                                     | Fachwerkhaus, 14. Jahrhundert | 9 rue de la Fontaine (Lage)                                         | PA00107073    | Classé                 | 1994                |                |
| Wohn- und Geschäftshaus                                     | im Kern mittelalterlich; Reste des Dekors erhalten | 11 rue de la Fontaine (Lage)                                        | PA00135718    | Inscrit Classé         | 1994 1995           |                |
| Hôtel de Heu                                                | im 14. und 15. Jahrhundert erbaut | 19, 21 rue de la Fontaine (Lage)                                    | PA00106849    | Classé                 | 1990                | weitere Bilder |
| Gebäudeensemble am Place de la Comédie                      | Flügelbauten neben dem Stadttheater, aus dem 18. Jahrhundert | 1, 2, 3, 6, 6bis, 7, 11 place de la Comédie (Lage)                  | PA00106859    | Classé Inscrit         | 1930                |                |
| Temple Neuf                                                 | von 1901 bis 1904 erbaut, Architekt Conrad Wahn | Place de la Comédie (Lage)                                          | PA00106919    | Classé                 | 1930                | weitere Bilder |
| Stadttheater                                                | von 1738 bis 1752 erbaut | 5 place de la Comédie (Lage)                                        | PA00106920    | Classé                 | 1930                | weitere Bilder |
| Hôtel particulier                                           | aus dem 18. Jahrhundert | 17 rue du Coëtlosquet 4 rue des Trois-Boulangers (Lage)             | PA00106858    | Inscrit                | 1986                |                |
| Wohnhaus                                                    | aus dem 17. Jahrhundert | 8 rue Mazelle (Lage)                                                | PA00106877    | Classé                 | 1928                | weitere Bilder |
| Wohnhaus                                                    | aus dem 18. Jahrhundert | 45 rue Vigne-Saint-Avold (Lage)                                     | PA00106911    | Inscrit                | 1929                | weitere Bilder |
| Wohn- und Geschäftshaus                                     | | 19 rue du Change (Lage)                                             | PA00106862    | Inscrit                | 1929                |                |
| Wohn- und Geschäftshäuser                                   | | 21, 23 rue du Change (Lage)                                         | PA00106863    | Inscrit                | 1929                |                |
| Wohn- und Geschäftshaus                                     | | 25 rue du Change (Lage)                                             | PA00106864    | Inscrit                | 1929                |                |
| Wohn- und Geschäftshaus                                     | | 27 rue du Change (Lage)                                             | PA00106865    | Inscrit                | 1929                |                |
| Wohn- und Geschäftshaus                                     | | 1, 3 place Saint-Louis (Lage)                                       | PA00106884    | Inscrit                | 1929                |                |
| Wohn- und Geschäftshäuser                                   | | 5, 7 place Saint-Louis (Lage)                                       | PA00106885    | Inscrit                | 1929                |                |
| Wohn- und Geschäftshäuser                                   | | 9, 11 place Saint-Louis (Lage)                                      | PA00106886    | Inscrit                | 1929                |                |
| Wohn- und Geschäftshaus                                     | | 13 place Saint-Louis (Lage)                                         | PA00106887    | Inscrit                | 1929                |                |
| Wohn- und Geschäftshaus                                     | | 15 place Saint-Louis (Lage)                                         | PA00106888    | Inscrit                | 1929                |                |
| Wohn- und Geschäftshaus                                     | | 17 place Saint-Louis (Lage)                                         | PA00106889    | Inscrit                | 1929                |                |
| Wohn- und Geschäftshaus                                     | | 19, 21 place Saint-Louis (Lage)                                     | PA00106890    | Inscrit                | 1929                |                |
| Wohn- und Geschäftshaus                                     | | 21bis place Saint-Louis (Lage)                                      | PA00106891    | Inscrit                | 1929                |                |
| Wohn- und Geschäftshaus                                     | | 23 place Saint-Louis (Lage)                                         | PA00106892    | Inscrit                | 1929                |                |
| Wohn- und Geschäftshaus                                     | | 25 place Saint-Louis (Lage)                                         | PA00106893    | Inscrit                | 1929                | weitere Bilder |
| Wohn- und Geschäftshaus                                     | | 27 place Saint-Louis (Lage)                                         | PA00106894    | Inscrit                | 1929                | weitere Bilder |
| Wohn- und Geschäftshäuser                                   | | 29, 31, 33 place Saint-Louis (Lage)                                 | PA00106895    | Inscrit                | 1929                | weitere Bilder |
| Wohn- und Geschäftshaus                                     | | 35 place Saint-Louis (Lage)                                         | PA00106896    | Inscrit                | 1929                |                |
| Wohn- und Geschäftshaus                                     | | 37 place Saint-Louis (Lage)                                         | PA00106897    | Inscrit                | 1929                |                |
| Wohn- und Geschäftshaus                                     | | 39 place Saint-Louis (Lage)                                         | PA00106898    | Inscrit                | 1929                | weitere Bilder |
| Wohn- und Geschäftshaus                                     | | 41, 43 place Saint-Louis (Lage)                                     | PA00106899    | Inscrit                | 1929                |                |
| Wohn- und Geschäftshaus                                     | | 45 place Saint-Louis (Lage)                                         | PA00106900    | Inscrit                | 1929                |                |
| Wohn- und Geschäftshaus                                     | | 47 place Saint-Louis (Lage)                                         | PA00106901    | Inscrit                | 1929                |                |
| Wohn- und Geschäftshaus                                     | | 49 place Saint-Louis (Lage)                                         | PA00106902    | Inscrit                | 1929                |                |
| Wohn- und Geschäftshaus                                     | | 51 place Saint-Louis (Lage)                                         | PA00106903    | Inscrit                | 1929                |                |
| Wohn- und Geschäftshaus                                     | | 53 place Saint-Louis (Lage)                                         | PA00106904    | Inscrit                | 1929                |                |
| Wohn- und Geschäftshaus                                     | | 55 place Saint-Louis (Lage)                                         | PA00106905    | Inscrit                | 1929                |                |
| Wohn- und Geschäftshaus                                     | | 57 place Saint-Louis (Lage)                                         | PA00106906    | Inscrit                | 1929                |                |
| Wohn- und Geschäftshaus                                     | | 59 place Saint-Louis (Lage)                                         | PA00106907    | Inscrit                | 1929                |                |
| Wohn- und Geschäftshaus                                     | | 61 place Saint-Louis (Lage)                                         | PA00106908    | Inscrit                | 1929                | weitere Bilder |
| Wohn- und Geschäftshaus                                     | | 63 place Saint-Louis (Lage)                                         | PA00106909    | Inscrit                | 1929                |                |
| Wohnhaus                                                    | Portal, 18. Jahrhundert | 2 rue Châtillon (Lage)                                              | PA00106867    | Inscrit                | 1929                | weitere Bilder |
| Wohnhaus                                                    | Portal auf die Rue de l’Abbé-Risse, erste Hälfte des 17. Jahrhunderts | 29 en Jurue (Lage)                                                  | PA00106874    | Inscrit                | 1929                | weitere Bilder |
| Hôtel de Gournay                                            | Portal und schmiedeeisernes Treppengeländer, 16. bis 18. Jahrhundert | 9 rue du Grand-Cerf (Lage)                                          | PA00106871    | Inscrit                | 1929                | weitere Bilder |
| Wohnhaus                                                    | Portal, 17. Jahrhundert; vermutlich abgegangen | 2 rue Marchant (Lage)                                               | PA00106875    | Inscrit                | 1929                |                |
| Hôtel particulier                                           | aus dem 18. Jahrhundert; Portal, runder Hof und Hauptfassade auf den zweiten Hof geschützt | 42 rue Saint-Marcel (Lage)                                          | PA00106910    | Inscrit                | 1930                | weitere Bilder |
| Wohn- und Geschäftshaus                                     | aus dem 17. Jahrhundert | 36 en Fournirue (Lage)                                              | PA00106868    | Inscrit                | 1930                | weitere Bilder |
| Maison des Têtes                                            | 1529 erbaut | 51 en Fournirue (Lage)                                              | PA00106869    | Inscrit                | 1929                | weitere Bilder |
| Wohn- und Geschäftshaus                                     | aus dem 18. Jahrhundert | 60 en Fournirue (Lage)                                              | PA00106870    | Inscrit                | 1929                | weitere Bilder |
| Hôtel particulier                                           | 1755 erbaut | 12, 14 rue du Chanoine-Collin (Lage)                                | PA00106866    | Inscrit                | 1930                | weitere Bilder |
| Tor                                                         | 18. Jahrhundert | 8 rue de la Haye (Lage)                                             | PA00106873    | Inscrit                | 1930                | weitere Bilder |
| Wohnhaus                                                    | aus dem 17. Jahrhundert | 15 rue Maurice-Barrès (Lage)                                        | PA00106876    | Inscrit                | 1930                | weitere Bilder |
| Wohnhaus                                                    | Portal, 16. oder 17. Jahrhundert | 14 place Saint-Jacques (Lage)                                       | PA00106883    | Inscrit                | 1930                |                |
| Geburtshaus von Verlaine                                    | ab dem 18. Jahrhundert | 2 rue Haute-Pierre (Lage)                                           | PA00106872    | Inscrit                | 1978                | weitere Bilder |
| Wohnhäuser                                                  | Wohnhäuser mit Eckpavillon, 1770 erbaut, Entwurf Jacques-François Blondel | 8, 10 place Saint-Étienne (Lage)                                    | PA00106882    | Classé                 | 1923 1959           | weitere Bilder |
| Wohnhäuser                                                  | ehemals 10, 12 rue du Pont-de-la-Préfecture; moselseitige Fassaden; zerstört | 4 rue Paul Tornow (Lage)                                            | PA00106879    | Inscrit                | 1929                |                |
| Palais de Justice                                           | 1776/77 erbaut, Architekt Charles-Louis Clérisseau | 3 rue Haute-Pierre (Lage)                                           | PA00106913    | Classé                 | 1921 1929           | weitere Bilder |
| Palais du Gouverneur                                        | ehemaliges General-Kommando; von 1902 bis 1905 erbaut | Rue de la Citadelle (Lage)                                          | PA00106912    | Inscrit                | 1975                | weitere Bilder |
| Place Saint-Étienne                                         | terrassierter Platz, zweite Hälfte des 18. Jahrhunderts, Architekt Jacques-François Blondel | Place Saint-Étienne (Lage)                                          | PA00106915    | Classé                 | 1930                | weitere Bilder |
| Pont des Thermes                                            | Brückenpfeiler mit Marienskulptur, 1516 | (Lage)                                                              | PA00106916    | Classé                 | 1927                | weitere Bilder |
| Quartier Moselle                                            | Mittelrisalit der Kavalleriekaserne des Fort Moselle, von 1742 bis 1753 erbaut | 15 quai Paul Wiltzer (Lage)                                         | PA00106917    | Inscrit                | 1929                | weitere Bilder |
| Synagoge                                                    | von 1847 bis 1850 errichtet | 39 rue du Rabbin-Elie-Bloch (Lage)                                  | PA00106918    | Inscrit                | 1984                | weitere Bilder |
| Gallo-römische Ruinen                                       | Thermenanlage aus dem ersten Jahrhundert; im Untergeschoss des Musée de la Cour d’Or | 2 rue du Haut-Poirier (Lage)                                        | PA00106921    | Classé                 | 1938                | weitere Bilder |
| Nécropole nationale de Chambière                            | Soldatenfriedhof des Deutsch-Französischen Kriegs, des Ersten und des Zweiten Weltkriegs, 1870 angelegt | Rue des Deux Cimetieres (Lage)                                      | PA57000039    | Classé                 | 2017                | weitere Bilder |
| École Chanteclair-Debussy                                   | von 1904 bis 1907 erbaut, Architekt Conrad Wahn | 29 boulevard Paixhans (Lage)                                        | PA57000034    | Inscrit                | 2012                | weitere Bilder |

## Liste der Objekte
| Bezeichnung                                                                                          | Beschreibung | Standort                                                                    | Kennzeichnung | Schutzstatus   | Datum     | Bild           |
| --- | --- | --------------------------------------------------------------------------- | ------------- | -------------- | --------- | -------------- |
| Skulptur Heilige Barbara                                                                             | Kalkstein, farbig gefasst, zweite Hälfte des 15. Jahrhunderts | in der Kathedrale St-Étienne (Lage)                                         | PM57000143    | Classé         | 1972      |                |
| Liegefigur des Bischofs Adhemar de Monteil                                                           | Jaumont-Stein, nach 1361 | in der Kathedrale St-Étienne (Lage)                                         | PM57000145    | Classé         | 1972      |                |
| Marienportal                                                                                         | Stein, zweites Viertel des 13. Jahrhunderts | in der Kathedrale St-Étienne (Lage)                                         | PM57000147    | Classé         | 1972      | weitere Bilder |
| Skulptur Madonna mit Kind                                                                            | Holz, farbig gefasst, um 1500 | in der Kathedrale St-Étienne (Lage)                                         | PM57000148    | Classé         | 1972      |                |
| Hauptaltar                                                                                           | Altartisch, Retabel und Tabernakel; Marmor, zwischen 1865 und 1882, Entwurf Jean François Racine                                                                         | in der Kathedrale St-Étienne (Lage)                                         | PM57000156    | Classé         | 1975      |                |
| Wandgemälde Die heilige Dorothea mit dem Jesuskind                                                   | aus dem 15. Jahrhundert | in der Kathedrale St-Étienne (Lage)                                         | PM57000161    | Classé         | 1975      |                |
| Gemälde Der Gekreuzigte mit Maria Magdalena                                                          | Ölfarbe auf Leinwand, 17. Jahrhundert | in der Kathedrale St-Étienne (Lage)                                         | PM57000170    | Classé         | 1982      |                |
| Tragaltar                                                                                            | Silber, vergoldet, und Jaspis, 14. Jahrhundert | in der Kathedrale St-Étienne (Lage)                                         | PM57000185    | Classé         | 1975      |                |
| Orgel                                                                                                | Ensemble aus PM57000207 und PM57000206 | in der Kirche St-Martin (Lage)                                              | PM57000744    | Classé         | 1975 1976 |                |
| Orgelprospekt                                                                                        | 1773 von Roman Benedikt Nollet für die Wallfahrtskirche Maria Heimsuchung in Klausen gebaut; 1803 nach Metz versetzt                                                     | in der Kirche St-Martin (Lage)                                              | PM57000206    | Classé         | 1975      |                |
| Instrumentalteil der Orgel                                                                           | 1773 von Roman Benedikt Nollet für die Wallfahrtskirche Maria Heimsuchung in Klausen gebaut; 1803 nach Metz versetzt, dort mehrfach umgebaut, u. a. durch Louis Callinet | in der Kirche St-Martin (Lage)                                              | PM57000207    | Classé         | 1976      |                |
| Skulptur Heiliger Ferreolus                                                                          | Jaumont-Stein, zweite Hälfte des 15. Jahrhunderts | in der Kirche Ste-Ségolène (Lage)                                           | PM57000209    | Classé         | 1969      |                |
| Skulptur Heiliger Ferreolus                                                                          | Jaumont-Stein, drittes Viertel des 15. Jahrhunderts | in der Kirche Ste-Ségolène (Lage)                                           | PM57000211    | Classé         | 1969      |                |
| Gemälde Madonna mit Kind                                                                             | Ölfarbe auf Leinwand | im Grand Séminaire (Lage)                                                   | PM57000221    | Classé         | 1982      |                |
| Gemälde Porträt von Kardinal Louis-Joseph de Montmorency-Laval                                       | Ölfarbe auf Leinwand, 19. Jahrhundert | im Palais épiscopal (Lage)                                                  | PM57000231    | Classé         | 1983      |                |
| Ornat des Kardinals Montmorency-Laval                                                                | Ensemble aus PM57000593 bis PM57000597 | in der Kathedrale St-Étienne (Lage)                                         | PM57000172    | Classé         | 1975      |                |
| Pluviale aus dem Ornat des Kardinals Montmorency-Laval                                               | Seite, Metallfaden, zweite Hälfte des 18. Jahrhunderts | in der Kathedrale St-Étienne (Lage)                                         | PM57000593    | Classé         | 1975      |                |
| Kasel aus dem Ornat des Kardinals Montmorency-Laval                                                  | Seite, Metallfaden, zweite Hälfte des 18. Jahrhunderts | in der Kathedrale St-Étienne (Lage)                                         | PM57000594    | Classé         | 1975      |                |
| Stola und Manipel aus dem Ornat des Kardinals Montmorency-Laval                                      | Seite, Metallfaden, zweite Hälfte des 18. Jahrhunderts | in der Kathedrale St-Étienne (Lage)                                         | PM57000595    | Classé         | 1975      |                |
| Kelchvelum aus dem Ornat des Kardinals Montmorency-Laval                                             | Seite, Metallfaden, zweite Hälfte des 18. Jahrhunderts | in der Kathedrale St-Étienne (Lage)                                         | PM57000596    | Classé         | 1975      |                |
| Bursa aus dem Ornat des Kardinals Montmorency-Laval                                                  | Seite, Metallfaden, zweite Hälfte des 18. Jahrhunderts | in der Kathedrale St-Étienne (Lage)                                         | PM57000597    | Classé         | 1975      |                |
| Sogenannter Winterornat der Karmeliterinnen                                                          | Ensemble aus PM57000598 bis PM57000607 | in der Kathedrale St-Étienne (Lage)                                         | PM57000165    | Classé         | 1975      |                |
| Kasel aus dem Winterornat der Karmeliterinnen                                                        | Seide, Metallfaden, um 1700 | in der Kathedrale St-Étienne (Lage)                                         | PM57000598    | Classé         | 1975      |                |
| Dalmatik aus dem Winterornat der Karmeliterinnen                                                     | Seide, Metallfaden, um 1700 | in der Kathedrale St-Étienne (Lage)                                         | PM57000599    | Classé         | 1975      |                |
| Dalmatik aus dem Winterornat der Karmeliterinnen                                                     | Seide, Metallfaden, um 1700 | in der Kathedrale St-Étienne (Lage)                                         | PM57000600    | Classé         | 1975      |                |
| Kelchvelum aus dem Winterornat der Karmeliterinnen                                                   | Seide, Metallfaden, um 1700 | in der Kathedrale St-Étienne (Lage)                                         | PM57000601    | Classé         | 1975      |                |
| Manipel aus dem Winterornat der Karmeliterinnen                                                      | Seide, Metallfaden, um 1700 | in der Kathedrale St-Étienne (Lage)                                         | PM57000602    | Classé         | 1975      |                |
| Manipel aus dem Winterornat der Karmeliterinnen                                                      | Seide, Metallfaden, um 1700 | in der Kathedrale St-Étienne (Lage)                                         | PM57000603    | Classé         | 1975      |                |
| Manipel aus dem Winterornat der Karmeliterinnen                                                      | Seide, Metallfaden, um 1700 | in der Kathedrale St-Étienne (Lage)                                         | PM57000604    | Classé         | 1975      |                |
| Stola aus dem Winterornat der Karmeliterinnen                                                        | Seide, Metallfaden, um 1700 | in der Kathedrale St-Étienne (Lage)                                         | PM57000605    | Classé         | 1975      |                |
| Stola aus dem Winterornat der Karmeliterinnen                                                        | Seide, Metallfaden, um 1700 | in der Kathedrale St-Étienne (Lage)                                         | PM57000606    | Classé         | 1975      |                |
| Bursa aus dem Winterornat der Karmeliterinnen                                                        | Seide, Metallfaden, um 1700 | in der Kathedrale St-Étienne (Lage)                                         | PM57000607    | Classé         | 1975      |                |
| Kelch                                                                                                | Silber, vergoldet, zwischen 1859 und 1882 | in der Kathedrale St-Étienne (Lage)                                         | PM57000609    | Classé         | 1997      |                |
| Wandgemälde Heiliger Gamo                                                                            | bezeichnet 1481 | in der Kathedrale St-Étienne (Lage)                                         | PM57000613    | Classé         | 1930      |                |
| Orgel                                                                                                | Ensemble aus PM57000616 und PM57000195 | in der Kirche Notre-Dame-de-l’Assomption (Lage)                             | PM57000743    | Classé         | 1968 1995 |                |
| Orgelprospekt                                                                                        | 1730/31 von Jean Nollet für das Simeonstift in Trier gebaut; 1803 in Metz aufgestellt, mehrfach umgebaut und erweitert                                                   | in der Kirche Notre-Dame-de-l’Assomption (Lage)                             | PM57000195    | Classé         | 1968      |                |
| Instrumentalteil der Orgel                                                                           | 1730/31 von Jean Nollet für das Simeonstift in Trier gebaut; 1803 in Metz aufgestellt, mehrfach umgebaut und erweitert, u. a. 1846 von Antoine Sauvage                   | in der Kirche Notre-Dame-de-l’Assomption (Lage)                             | PM57000616    | Classé         | 1995      |                |
| Orgel                                                                                                | Haupteintrag für PM57000617 | in der Kapelle des Mutterhauses Ste-Chrétienne (Lage)                       | PM57000742    | Classé         | 1955      |                |
| Instrumentalteil der Orgel                                                                           | 1848 von Antoine Sauvage gebaut | in der Kapelle des Mutterhauses Ste-Chrétienne (Lage)                       | PM57000617    | Classé         | 1995      |                |
| Zwei Rimonim                                                                                         | Silber, 1785 | in der Synagoge (Lage)                                                      | PM57000686    | Classé         | 2004      |                |
| Ein Rimon                                                                                            | Silber, zwischen 1809 und 1819 | in der Synagoge (Lage)                                                      | PM57000689    | Classé         | 2004      |                |
| Zwei Rimonim                                                                                         | Silber, 1911 | in der Synagoge (Lage)                                                      | PM57000690    | Classé         | 2004      |                |
| Orgel                                                                                                | Haupteintrag für PM57000608 | in der Kathedrale St-Étienne (Krypta) (Lage)                                | PM57000741    | Classé         | 1995      |                |
| Instrumentalteil der Orgel                                                                           | 1846 von Antoine Sauvage gebaut, 1903 von Charles Mutin erweitert | in der Kathedrale St-Étienne (Krypta) (Lage)                                | PM57000608    | Classé         | 1995      |                |
| Wandgemälde Drei Szenen aus dem Marienleben                                                          | aus dem 16. Jahrhundert | in der Kirche St-Martin (Lage)                                              | PM57001050    | Inscrit        | 1974      |                |
| Toraschild                                                                                           | Silber, 1881 | in der Synagoge (Lage)                                                      | PM57001066    | Inscrit        | 2000      |                |
| Torazeiger                                                                                           | Metall, versilbert, 19. Jahrhundert | in der Synagoge (Lage)                                                      | PM57001068    | Inscrit        | 2000      |                |
| Torazeiger                                                                                           | Silber, 1898 | in der Synagoge (Lage)                                                      | PM57001069    | Inscrit        | 2000      |                |
| Besamimbüchse                                                                                        | Silber, 1895 | in der Synagoge (Lage)                                                      | PM57001074    | Inscrit        | 2000      |                |
| Bischofsstab von Georges-Claude-Louis-Pie Chalandon                                                  | Kupfer, vergoldet, 1850 | in der Kathedrale St-Étienne (Lage)                                         | PM57001075    | Inscrit        | 2000      |                |
| Karfreitagskreuz                                                                                     | Holz und Elfenbein | in der Kathedrale St-Étienne (Lage)                                         | PM57001080    | Inscrit        | 2002      |                |
| Skulptur Madonna mit Kind                                                                            | Jaumont-Stein, um 1450 | im ehemaligen Krankenhaus Notre-Dame-de-Bonsecours (Lage)                   | PM57001048    | Inscrit        | 2010      |                |
| Kruzifix                                                                                             | 1896 von Emmanuel Hannaux | in der Kirche St-Maximin (Lage)                                             | PM57001097    | Inscrit        | 2010      |                |
| Bischofsstab von Pierre-François Bienaymé                                                            | Silber, vergoldet, um 1802 | in der Kathedrale St-Étienne (Lage)                                         | PM57000659    | Classé         | 2001      |                |
| Bischofsstab von Franz Ludwig Fleck                                                                  | Silber, vergoldet, Email, Edelsteine, um 1886 | in der Kathedrale St-Étienne (Lage)                                         | PM57000660    | Classé         | 2001      |                |
| Kanne                                                                                                | Zinn, um 1700 | in der Kathedrale St-Étienne (Lage)                                         | PM57000663    | Classé         | 2001      |                |
| Paxtafel                                                                                             | Bronze und Email auf Kupfer, Anfang des 19. Jahrhunderts | in der Kathedrale St-Étienne (Lage)                                         | PM57000664    | Classé         | 2001      |                |
| Weihrauchfass von Alphonse Georger                                                                   | Silber, 15. oder 16. Jahrhundert, aus Spanien | in der Kathedrale St-Étienne (Lage)                                         | PM57000665    | Classé         | 2001      |                |
| Kassette für einen Evangeliar                                                                        | Silber, Edelsteine, Anfang des 19. Jahrhunderts, von Marc Jacquart | in der Kathedrale St-Étienne (Lage)                                         | PM57000666    | Classé         | 2001      |                |
| Vasa sacra von Paul Dupont des Loges                                                                 | Ensemble aus PM57000667 bis PM57000671 | in der Kathedrale St-Étienne (Lage)                                         | PM57000672    | Classé         | 2001 2000 |                |
| Kelch und Patene                                                                                     | Silber, vergoldet, zwischen 1823 und 1838 von Alexandre Thierry | in der Kathedrale St-Étienne (Lage)                                         | PM57000667    | Classé         | 2001      |                |
| Tablett mit zwei Messkännchen                                                                        | Silber, vergoldet, zwischen 1823 und 1838 von Alexandre Thierry | in der Kathedrale St-Étienne (Lage)                                         | PM57000668    | Classé         | 2000      |                |
| Wasserkanne mit Schale                                                                               | Silber, vergoldet, 1837 oder 1838, von Hyppolyte-François Bertrand-Paraud                                                                                                | in der Kathedrale St-Étienne (Lage)                                         | PM57000669    | Classé         | 2000      |                |
| Kerzenhalter                                                                                         | Silber, vergoldet, 1837 oder 1838, von Hyppolyte-François Bertrand-Paraud                                                                                                | in der Kathedrale St-Étienne (Lage)                                         | PM57000670    | Classé         | 2001      |                |
| Altarschelle                                                                                         | Silber, vergoldet, zwischen 1824 und 1838, Hyacinthe-Prosper Bourg zugeschrieben                                                                                         | in der Kathedrale St-Étienne (Lage)                                         | PM57000671    | Classé         | 2001      |                |
| Sieben Gemälde                                                                                       | Ölfarbe auf Leinwand, maroufliert, 1936 von Nicolas Untersteller | im Hôtel du Département (Lage)                                              | PM57001094    | Inscrit        | 2010      |                |
| Kelch und Patene von Jean de Gournay                                                                 | Grabbeigabe; Zinn, 1655 | in der Kathedrale St-Étienne (Lage)                                         | PM57001143    | Inscrit        | 2019      |                |
| Kelch und Patene von Nicolas Bailly                                                                  | Grabbeigabe; Zinn, 1723 | in der Kathedrale St-Étienne (Lage)                                         | PM57001146    | Inscrit        | 2019      |                |
| Namenskreuz von Jean de Gournay                                                                      | Grabbeigabe; Zinn, 1655 | in der Kathedrale St-Étienne (Lage)                                         | PM57001125    | Inscrit        | 2019      |                |
| Namenskreuz von François-Louis Deslandes                                                             | Grabbeigabe; Zinn, 1752 | in der Kathedrale St-Étienne (Lage)                                         | PM57001126    | Inscrit        | 2019      |                |
| Kelch und Patene von Gabriel Juliot                                                                  | Grabbeigabe; Zinn, 1645 | in der Kathedrale St-Étienne (Lage)                                         | PM57001141    | Inscrit        | 2019      |                |
| Kelch von Jacques Guérin                                                                             | Grabbeigabe; Zinn | in der Kathedrale St-Étienne (Lage)                                         | PM57001154    | Inscrit        | 2019      |                |
| Namenskreuz von Gérard de Mirabel                                                                    | Grabbeigabe; Zinn, 1344 | in der Kathedrale St-Étienne (Lage)                                         | PM57001181    | Inscrit        | 2019      |                |
| Namenskreuz von Alexandre Crespin                                                                    | Grabbeigabe; Zinn, 1693 | in der Kathedrale St-Étienne (Lage)                                         | PM57001173    | Inscrit        | 2019      |                |
| Kelch von Louis Fremyn de Pontpierre                                                                 | Grabbeigabe; Zinn, 1705 | in der Kathedrale St-Étienne (Lage)                                         | PM57001161    | Inscrit        | 2019      |                |
| Namenskreuz von Martin Pinguet                                                                       | Grabbeigabe; Zinn, 1541 | in der Kathedrale St-Étienne (Lage)                                         | PM57001196    | Inscrit        | 2019      |                |
| Namenskreuz eines Kanonikers (2)                                                                     | Grabbeigabe; Zinn | in der Kathedrale St-Étienne (Lage)                                         | PM57001171    | Inscrit        | 2019      |                |
| Namenskreuz eines Kanonikers (1)                                                                     | Grabbeigabe; Zinn | in der Kathedrale St-Étienne (Lage)                                         | PM57001170    | Inscrit        | 2019      |                |
| Kelch von Nicolas Baudoin                                                                            | Grabbeigabe; Zinn, 1728 | in der Kathedrale St-Étienne (Lage)                                         | PM57001162    | Inscrit        | 2019      |                |
| Kelch von Louis Chaillot                                                                             | Grabbeigabe; Zinn | in der Kathedrale St-Étienne (Lage)                                         | PM57001160    | Inscrit        | 2019      |                |
| Kelch von Pierre Doublet                                                                             | Grabbeigabe; Zinn | in der Kathedrale St-Étienne (Lage)                                         | PM57001165    | Inscrit        | 2019      |                |
| Namenskreuz von Nicolas Bailly de Saint-Denis                                                        | Grabbeigabe; Zinn, 1723 | in der Kathedrale St-Étienne (Lage)                                         | PM57001205    | Inscrit        | 2019      |                |
| Namenskreuz von Nicolas Baudoin                                                                      | Grabbeigabe; Zinn, 1728 | in der Kathedrale St-Étienne (Lage)                                         | PM57001206    | Inscrit        | 2019      |                |
| Namenskreuz von Charles Huerne                                                                       | Grabbeigabe; Zinn, fragmentiert, 1573 | in der Kathedrale St-Étienne (Lage)                                         | PM57001213    | Inscrit        | 2019      |                |
| Namenskreuz von François de Belchamps                                                                | Grabbeigabe; Zinn, fragmentiert, 1712 | in der Kathedrale St-Étienne (Lage)                                         | PM57001214    | Inscrit        | 2019      |                |
| Namenskreuz von Louis Fremyn de Pontpierre                                                           | Grabbeigabe; Zinn, fragmentiert, 1705 | in der Kathedrale St-Étienne (Lage)                                         | PM57001216    | Inscrit        | 2019      |                |
| Patene von Jean Figuli                                                                               | Grabbeigabe; Zinn, 1522 | in der Kathedrale St-Étienne (Lage)                                         | PM57001226    | Inscrit        | 2019      |                |
| Patene von Louis Fremin de Pontpierre                                                                | Grabbeigabe; Zinn, 1705 | in der Kathedrale St-Étienne (Lage)                                         | PM57001229    | Inscrit        | 2019      |                |
| Patene                                                                                               | Grabbeigabe; Zinn, 17. Jahrhundert | in der Kathedrale St-Étienne (Lage)                                         | PM57001236    | Inscrit        | 2019      |                |
| Kanzel                                                                                               | Eichenholz, 1820 | in der Kathedrale St-Étienne (Lage)                                         | PM57000151    | Classé         | 1973      | weitere Bilder |
| Chorgestühl                                                                                          | Eichenholz, 1914 von Théophile Klem | in der Kathedrale St-Étienne (Lage)                                         | PM57000157    | Classé         | 1975      |                |
| Wandvertäfelung und Gemälde Darstellung des Herrn                                                    | Holz und Ölfarbe auf Leinwand, 18. Jahrhundert | in der Kathedrale St-Étienne (Lage)                                         | PM57000159    | Classé         | 1975      |                |
| Wandgemälde Heilige Katharina und Madonna mit Kind                                                   | aus dem 15. Jahrhundert | in der Kathedrale St-Étienne (Lage)                                         | PM57000160    | Classé         | 1975      |                |
| Ziborium der Dominikaner                                                                             | Silber, vergoldet, Email, 18. Jahrhundert | in der Kathedrale St-Étienne (Lage)                                         | PM57000179    | Classé         | 1975      |                |
| Reliquienschrein                                                                                     | Kupfer, Email, 13. Jahrhundert | in der Kathedrale St-Étienne (Lage)                                         | PM57000184    | Classé         | 1975      |                |
| Kelch und Patene                                                                                     | Silber, vergoldet, 16. Jahrhundert | in der Kathedrale St-Étienne (Lage)                                         | PM57000187    | Classé         | 1975      |                |
| Bischofsstab von Louis-Joseph de Montmorency-Laval                                                   | Bronze, vergoldet, Ende des 18. Jahrhunderts | in der Kathedrale St-Étienne (Lage)                                         | PM57000191    | Classé         | 1983      |                |
| Wandgemälde Heiliger Clemens                                                                         | bezeichnet 1523 | in der Kathedrale St-Étienne (Lage)                                         | PM57000197    | Classé         | 1971      |                |
| Pietà                                                                                                | Stein, farbig gefasst, um 1445 | in der Kirche St-Eucaire (Lage)                                             | PM57000198    | Classé         | 1971      |                |
| Epitaph mit der heiligen Veronika                                                                    | Stein, farbig gefasst, um 1450 | in der Kirche St-Eucaire (Lage)                                             | PM57000200    | Classé         | 1971      |                |
| Kelch                                                                                                | Silber, 18. oder 19. Jahrhundert | in der Kirche St-Eucaire (Lage)                                             | PM57000202    | Classé         | 1975      |                |
| Kruzifix mit den Arma Christi                                                                        | Holz, farbig gefasst, 17. Jahrhundert | im Grand Séminaire (Lage)                                                   | PM57000219    | Classé         | 1982      |                |
| Gemälde Porträt von Mathieu de Montholon                                                             | Ölfarbe auf Leinwand, 18. Jahrhundert | im Palais de Justice (Lage)                                                 | PM57000224    | Classé         | 1982      |                |
| Gemälde Porträt von Louis Claude François Hocquart de Mony                                           | Ölfarbe auf Leinwand, 18. Jahrhundert | im Palais de Justice (Lage)                                                 | PM57000225    | Classé         | 1982      |                |
| Gemälde Porträt von Claude de Rouvray de Saint Simon                                                 | Ölfarbe auf Leinwand, 19. Jahrhundert | im Palais épiscopal (Lage)                                                  | PM57000230    | Classé         | 1983      |                |
| Vasa sacra von Louis-Joseph de Montmorency-Laval                                                     | Ensemble aus PM57000586 bis PM57000592 | in der Kathedrale St-Étienne (Lage)                                         | PM57000180    | Classé         | 1975      |                |
| Kelch                                                                                                | Silber, vergoldet, zweite Hälfte des 18. Jahrhunderts | in der Kathedrale St-Étienne (Lage)                                         | PM57000586    | Classé         | 1975      |                |
| Schale                                                                                               | Silber, vergoldet, zweite Hälfte des 18. Jahrhunderts | in der Kathedrale St-Étienne (Lage)                                         | PM57000587    | Classé         | 1975      |                |
| Kanne                                                                                                | Silber, vergoldet, zweite Hälfte des 18. Jahrhunderts | in der Kathedrale St-Étienne (Lage)                                         | PM57000588    | Classé         | 1975      |                |
| Glöckchen                                                                                            | Silber, vergoldet, zweite Hälfte des 18. Jahrhunderts | in der Kathedrale St-Étienne (Lage)                                         | PM57000589    | Classé         | 1975      |                |
| Zwei Messkännchen                                                                                    | Silber, vergoldet, zweite Hälfte des 18. Jahrhunderts | in der Kathedrale St-Étienne (Lage)                                         | PM57000590    | Classé         | 1975      |                |
| Tablett                                                                                              | Silber, vergoldet, zweite Hälfte des 18. Jahrhunderts | in der Kathedrale St-Étienne (Lage)                                         | PM57000591    | Classé         | 1975      |                |
| Kerzenhalter                                                                                         | Silber, vergoldet, zweite Hälfte des 18. Jahrhunderts | in der Kathedrale St-Étienne (Lage)                                         | PM57000592    | Classé         | 1975      |                |
| Rimon                                                                                                | Silber, Mitte des 18. Jahrhunderts | in der Synagoge (Lage)                                                      | PM57000683    | Classé         | 2004      |                |
| Rimon                                                                                                | Silber, 1785 | in der Synagoge (Lage)                                                      | PM57000687    | Classé         | 2004      |                |
| Toraschild                                                                                           | Silber, 17. oder 18. Jahrhundert | in der Synagoge (Lage)                                                      | PM57000692    | Classé         | 2004      |                |
| Torazeiger                                                                                           | Silber, 1799 | in der Synagoge (Lage)                                                      | PM57000694    | Classé         | 2004      |                |
| Becher für die Netilat Jadajim                                                                       | Silber, 1716 | in der Synagoge (Lage)                                                      | PM57000697    | Classé         | 2004      |                |
| Beschneidungskrug                                                                                    | Silber, um 1740 | in der Synagoge (Lage)                                                      | PM57000699    | Classé         | 2004      |                |
| Parochet                                                                                             | Textilien, Metallfaden, 1850 | in der Synagoge (Lage)                                                      | PM57000701    | Classé         | 2004      |                |
| Gemälde Porträt von Bénigne Chasot de Congy                                                          | Ölfarbe auf Leinwand, 18. Jahrhundert | im Palais de Justice (Lage)                                                 | PM57001054    | Inscrit        | 1982      |                |
| Gemälde Porträt von Nicolas de Montholon                                                             | Ölfarbe auf Leinwand, 18. Jahrhundert | im Palais de Justice (Lage)                                                 | PM57001056    | Inscrit        | 1982      |                |
| Zwei Rimonim                                                                                         | Silber, 1875 | in der Synagoge (Lage)                                                      | PM57001063    | Inscrit        | 2000      |                |
| Rimon                                                                                                | Silber, 19. Jahrhundert | in der Synagoge (Lage)                                                      | PM57001065    | Inscrit        | 2000      |                |
| Torazeiger                                                                                           | Silber, 19. Jahrhundert | in der Synagoge (Lage)                                                      | PM57001070    | Inscrit        | 2000      |                |
| Chanukkaleuchter                                                                                     | Kupfer, versilbert, 19. Jahrhundert | in der Synagoge (Lage)                                                      | PM57001071    | Inscrit        | 2000      |                |
| Gemälde Beweinung Christi                                                                            | Ölfarbe auf Leinwand, Holzrahmen, 18. Jahrhundert | im Grand Séminaire (Lage)                                                   | PM57001060    | Inscrit        | 1982      |                |
| Glocke La Mutte                                                                                      | Bronze, 1605 gegossen | in der Kathedrale St-Étienne (Lage)                                         | PM57001076    | Inscrit        | 1990      |                |
| Skulptur Der heilige Martin teilt seinen Mantel                                                      | um 1500 | in der Kirche St-Martin (Lage)                                              | PM57001081    | Inscrit        | 1996      |                |
| Reliquienschrein des heiligen Maximin                                                                | Holz, stuckiert und vergoldet, 18. oder 19. Jahrhundert | in der Kirche St-Maximin (Lage)                                             | PM57001043    | Inscrit        | 2010      |                |
| Opferstock in Form eines Messdieners                                                                 | 19. oder 20. Jahrhundert | in der Kirche St-Eucaire (Lage)                                             | PM57001096    | Inscrit        | 2010      |                |
| Kelch                                                                                                | Grabbeigabe; Zinn, fragmentiert | in der Kathedrale St-Étienne (Lage)                                         | PM57001209    | Inscrit        | 2019      |                |
| Namenskreuz von Juvénal Guerre                                                                       | Grabbeigabe; Zinn, fragmentiert, 1581 | in der Kathedrale St-Étienne (Lage)                                         | PM57001215    | Inscrit        | 2019      |                |
| Namenskreuz                                                                                          | Grabbeigabe; Zinn, fragmentiert, 15. Jahrhundert | in der Kathedrale St-Étienne (Lage)                                         | PM57001210    | Inscrit        | 2019      |                |
| Namenskreuz                                                                                          | Grabbeigabe; Zinn, fragmentiert, um 1650 | in der Kathedrale St-Étienne (Lage)                                         | PM57001219    | Inscrit        | 2019      |                |
| Patene von Jean-Baptiste Bontemps                                                                    | Grabbeigabe; Zinn, 1636 | in der Kathedrale St-Étienne (Lage)                                         | PM57001225    | Inscrit        | 2019      |                |
| Patene                                                                                               | Grabbeigabe; Zinn, 17. Jahrhundert | in der Kathedrale St-Étienne (Lage)                                         | PM57001237    | Inscrit        | 2019      |                |
| Patene von Juvénal Guerre                                                                            | Grabbeigabe; Zinn, 1581 | in der Kathedrale St-Étienne (Lage)                                         | PM57001227    | Inscrit        | 2019      |                |
| Patene von Pierre Losey                                                                              | Grabbeigabe; Zinn, 1491 | in der Kathedrale St-Étienne (Lage)                                         | PM57001231    | Inscrit        | 2019      |                |
| Namenskreuz von Jean de Herbéviller                                                                  | Grabbeigabe; Zinn, 1364 | in der Kathedrale St-Étienne (Lage)                                         | PM57001189    | Inscrit        | 2019      |                |
| Namenskreuz von Hubert Alexandre                                                                     | Grabbeigabe; Zinn, 1622 | in der Kathedrale St-Étienne (Lage)                                         | PM57001182    | Inscrit        | 2019      |                |
| Namenskreuz von Jean de Onville                                                                      | Grabbeigabe; Zinn, 1410 | in der Kathedrale St-Étienne (Lage)                                         | PM57001191    | Inscrit        | 2019      |                |
| Namenskreuz von Jean de Eidel                                                                        | Grabbeigabe; Zinn, 1391 | in der Kathedrale St-Étienne (Lage)                                         | PM57001188    | Inscrit        | 2019      |                |
| Namenskreuz von Jean Hubert                                                                          | Grabbeigabe; Zinn, 1574 | in der Kathedrale St-Étienne (Lage)                                         | PM57001193    | Inscrit        | 2019      |                |
| Kelch von Juvénal Guerre                                                                             | Grabbeigabe; Zinn, 1581 | in der Kathedrale St-Étienne (Lage)                                         | PM57001159    | Inscrit        | 2019      |                |
| Kelch von Simon Hennemann                                                                            | Grabbeigabe; Zinn, 1429 | in der Kathedrale St-Étienne (Lage)                                         | PM57001167    | Inscrit        | 2019      |                |
| Namenskreuz von Jean de Monchart                                                                     | Grabbeigabe; Zinn | in der Kathedrale St-Étienne (Lage)                                         | PM57001190    | Inscrit        | 2019      |                |
| Kelch und Patene von Pierre Bertrand                                                                 | Grabbeigabe; Kupfer, vergoldet, 1546 | in der Kathedrale St-Étienne (Lage)                                         | PM57001132    | Inscrit        | 2019      |                |
| Namenskreuz von Gérard de Relange                                                                    | Grabbeigabe; Zinn, 1302 | in der Kathedrale St-Étienne (Lage)                                         | PM57001119    | Inscrit        | 2019      |                |
| Kelch                                                                                                | Grabbeigabe; Zinn, 15. Jahrhundert | in der Kathedrale St-Étienne (Lage)                                         | PM57001129    | Inscrit        | 2019      |                |
| Patene von Nicolas Baudoin                                                                           | Grabbeigabe; Zinn, 1728 | in der Kathedrale St-Étienne (Lage)                                         | PM57001147    | Inscrit        | 2019      |                |
| Schwalbennestorgel                                                                                   | Ensemble aus PM57000154 und PM57000740 | in der Kathedrale St-Étienne (Lage)                                         | PM57000739    | Classé Inscrit | 1973 1984 |                |
| Orgelprospekt                                                                                        | 1536 gebaut; 1981 in wesentlichen Teilen erneuert | in der Kathedrale St-Étienne (Lage)                                         | PM57000154    | Classé         | 1973      |                |
| Instrumentalteil der Orgel                                                                           | 1536 gebaut, mehrfach umgebaut | in der Kathedrale St-Étienne (Lage)                                         | PM57000740    | Inscrit        | 1984      |                |
| Toraschild                                                                                           | Silber, um 1900 | in der Synagoge (Lage)                                                      | PM57001067    | Inscrit        | 2000      |                |
| Zwei Becher für die Beschneidung                                                                     | Silber, 1852 | in der Synagoge (Lage)                                                      | PM57001072    | Inscrit        | 2000      |                |
| Glocke Le Tocsin                                                                                     | Bronze, 1501 gegossen | in der Kathedrale St-Étienne (Lage)                                         | PM57001077    | Inscrit        | 1990      |                |
| Toraschild                                                                                           | Silber, 1785 | in der Synagoge (Lage)                                                      | PM57000691    | Classé         | 2004      |                |
| Torazeiger                                                                                           | Silber, 18. Jahrhundert | in der Synagoge (Lage)                                                      | PM57000695    | Classé         | 2004      |                |
| Kanne                                                                                                | Silber, 1850 | in der Synagoge (Lage)                                                      | PM57000700    | Classé         | 2004      |                |
| Parochet                                                                                             | Seide, Silber- und Goldfaden, 1760 | in der Synagoge (Lage)                                                      | PM57000702    | Classé         | 2004      |                |
| Liegefigur eines Bischofs                                                                            | möglicherweise Jean de Heu; Stein, 14. Jahrhundert | in der Kathedrale St-Étienne (Lage)                                         | PM57000144    | Classé         | 1972      |                |
| Wandgemälde Martyrium der heiligen Bartholomäus                                                      | aus dem 15. Jahrhundert | in der Kathedrale St-Étienne (Lage)                                         | PM57000162    | Classé         | 1975      |                |
| Gemälde Maria Magdalena weint am Kreuz                                                               | Ölfarbe auf Leinwand, 1765 | in der Kathedrale St-Étienne (Lage)                                         | PM57000166    | Classé         | 1980      |                |
| Gemälde Jesus und die Samariterin                                                                    | Ölfarbe auf Leinwand, 18. Jahrhundert | in der Kathedrale St-Étienne (Lage)                                         | PM57000167    | Classé         | 1980      |                |
| Kelch Leben Christi                                                                                  | Silber, vergoldet, 19. Jahrhundert | in der Kathedrale St-Étienne (Lage)                                         | PM57000169    | Classé         | 1980      |                |
| Gemälde Porträt von Jacques Bénigne Bossuet                                                          | Ölfarbe auf Leinwand, 18. Jahrhundert | in der Kathedrale St-Étienne (Lage)                                         | PM57000171    | Classé         | 1982      |                |
| Kelch und Patene der Dominikaner                                                                     | Silber, vergoldet, Email, 17. oder 18. Jahrhundert | in der Kathedrale St-Étienne (Lage)                                         | PM57000174    | Classé         | 1975      |                |
| Skulptur Mariä Himmelfahrt                                                                           | Marmor, 1833 | in der Kirche Notre-Dame-de-l’Assomption (Lage)                             | PM57000196    | Classé         | 1968      |                |
| Kelch                                                                                                | Silber, vergoldet, Anfang des 19. Jahrhunderts | in der Kirche St-Eucaire (Lage)                                             | PM57000203    | Classé         | 1975      |                |
| Skulptur Christus in der Rast                                                                        | Jaumont-Stein, 16. Jahrhundert | in der Kirche St-Martin (Lage)                                              | PM57000205    | Classé         | 1973      |                |
| Kirchenfenster der nordöstlichen Abside                                                              | Fragmente vom 13. bis 16. Jahrhundert, neu gefasst | in der Kirche Ste-Ségolène (Lage)                                           | PM57000208    | Classé         | 1969      |                |
| Flachrelief Heiliger Remigius und heiliger Leodegar                                                  | Stein, farbig gefasst, erste Hälfte des 15. Jahrhunderts | in der Kirche Ste-Ségolène (Lage)                                           | PM57000210    | Classé         | 1969      |                |
| Kelch                                                                                                | Silber, vergoldet, 18. Jahrhundert | in der Kirche Ste-Ségolène (Lage)                                           | PM57000213    | Classé         | 1975      |                |
| Hauptaltar                                                                                           | Altartisch, Tabernakel und Exposition; Stein, 19. Jahrhundert | in der Kirche St-Vincent (Lage)                                             | PM57000216    | Classé         | 1982      |                |
| Altarkreuz und sechs Leuchter                                                                        | Bronze, vergoldet, 19. Jahrhundert | in der Kirche St-Vincent (Lage)                                             | PM57000217    | Classé         | 1982      |                |
| Gemälde Porträt von Claude de Rouvray de Saint-Simon                                                 | Ölfarbe auf Leinwand, 18. Jahrhundert | im Grand Séminaire (Lage)                                                   | PM57000218    | Classé         | 1982      |                |
| Gemälde Porträt von Jean-Baptiste, Baron Voysin de Gartempe                                          | Ölfarbe auf Leinwand, 19. Jahrhundert | im Palais de Justice (Lage)                                                 | PM57000226    | Classé         | 1982      |                |
| Gemälde Porträt von Antoine Le Maistre                                                               | Ölfarbe auf Leinwand, 17. Jahrhundert; vergoldeter Holzrahmen, 19. Jahrhundert; verschwunden                                                                             | im Palais de Justice (Lage)                                                 | PM57000228    | Classé         | 1982      |                |
| Gemälde Darstellung Mariens im Tempel                                                                | Ölfarbe auf Leinwand, 1730 von Claude Dupouch | im Palais épiscopal (Lage)                                                  | PM57000232    | Classé         | 1983      |                |
| Gemälde Einzug in Jerusalem                                                                          | Ölfarbe auf Leinwand, um 1800 | im Palais épiscopal (Lage)                                                  | PM57000234    | Classé         | 1983      |                |
| Gemälde Auferstehung                                                                                 | Ölfarbe auf Leinwand, 18. Jahrhundert | im Palais épiscopal (Lage)                                                  | PM57000235    | Classé         | 1983      |                |
| Skulptur Christus in der Rast                                                                        | Kalkstein, ehemals farbig gefasst, 16. Jahrhundert | in der Kathedrale St-Étienne (Lage)                                         | PM57000423    | Classé         | 1990      |                |
| Wandgemälde Mariä Verkündigung                                                                       | aus dem 14. Jahrhundert | in der Kathedrale St-Étienne (Lage)                                         | PM57000611    | Classé         | 1930      |                |
| Wandgemälde Wappen und Architekturelemente                                                           | um 1400 | in der Kathedrale St-Étienne (Lage)                                         | PM57000612    | Classé         | 1930      |                |
| Skulptur Madonna mit Kind                                                                            | Holz, farbig gefasst, Ende des 18. Jahrhunderts | in der Kathedrale St-Étienne (Lage)                                         | PM57000615    | Classé         | 1972      |                |
| Hauptaltar                                                                                           | Stein, 19. Jahrhundert | in der Kirche St-Clément (Lage)                                             | PM57001059    | Inscrit        | 1982      |                |
| Kelch und Patene von Jean Peltre                                                                     | Grabbeigabe; Zinn, 1611 | in der Kathedrale St-Étienne (Lage)                                         | PM57001138    | Inscrit        | 2019      |                |
| Patene von Jean Praillon                                                                             | Grabbeigabe; Zinn, 1627 | in der Kathedrale St-Étienne (Lage)                                         | PM57001140    | Inscrit        | 2019      |                |
| Patene von Hubert Alexandre                                                                          | Grabbeigabe; Zinn, 1622 | in der Kathedrale St-Étienne (Lage)                                         | PM57001139    | Inscrit        | 2019      |                |
| Kelch und Patene von Christophe de la Saulx                                                          | Grabbeigabe; Zinn, 1723 | in der Kathedrale St-Étienne (Lage)                                         | PM57001148    | Inscrit        | 2019      |                |
| Namenskreuz von Gérard de Relange                                                                    | Grabbeigabe; Zinn, 1521 | in der Kathedrale St-Étienne (Lage)                                         | PM57001120    | Inscrit        | 2019      |                |
| Kelch von Hubert Stéphane                                                                            | Grabbeigabe; Zinn, 1587 | in der Kathedrale St-Étienne (Lage)                                         | PM57001136    | Inscrit        | 2019      |                |
| Namenskreuz von Jean-Baptiste Bontemps                                                               | Grabbeigabe; Zinn, 1636 | in der Kathedrale St-Étienne (Lage)                                         | PM57001186    | Inscrit        | 2019      |                |
| Namenskreuz von Gérard de Luxembourg                                                                 | Grabbeigabe; Zinn, 1305 | in der Kathedrale St-Étienne (Lage)                                         | PM57001180    | Inscrit        | 2019      |                |
| Namenskreuz von Dominique de Nouriac                                                                 | Grabbeigabe; Zinn, 1434 | in der Kathedrale St-Étienne (Lage)                                         | PM57001176    | Inscrit        | 2019      |                |
| Namenskreuz von Hubert Stéphane                                                                      | Grabbeigabe; Zinn, 1587 | in der Kathedrale St-Étienne (Lage)                                         | PM57001183    | Inscrit        | 2019      |                |
| Namenskreuz von Gabriel Juliot                                                                       | Grabbeigabe; Zinn, 1645 | in der Kathedrale St-Étienne (Lage)                                         | PM57001179    | Inscrit        | 2019      |                |
| Namenskreuz von Dominique Noel                                                                       | Grabbeigabe; Zinn, 1574 | in der Kathedrale St-Étienne (Lage)                                         | PM57001177    | Inscrit        | 2019      |                |
| Kelch von Jean Figuli                                                                                | Grabbeigabe; Zinn, 1522 | in der Kathedrale St-Étienne (Lage)                                         | PM57001158    | Inscrit        | 2019      |                |
| Kelch von Jean-Baptiste Bontemps                                                                     | Grabbeigabe; Zinn, 1636 | in der Kathedrale St-Étienne (Lage)                                         | PM57001156    | Inscrit        | 2019      |                |
| Namenskreuz von Thiébaud Minetti                                                                     | Grabbeigabe; Zinn, fragmentiert, 1538 | in der Kathedrale St-Étienne (Lage)                                         | PM57001218    | Inscrit        | 2019      |                |
| Namenskreuz von Jean-Baptiste Dominique Crespin                                                      | Grabbeigabe; Zinn, 1731 | in der Kathedrale St-Étienne (Lage)                                         | PM57001187    | Inscrit        | 2019      |                |
| Namenskreuz von Jacques Le Gronaix                                                                   | Grabbeigabe; Zinn, fragmentiert, 1349 | in der Kathedrale St-Étienne (Lage)                                         | PM57001220    | Inscrit        | 2019      |                |
| Namenskreuz von Louis de Chaillot                                                                    | Grabbeigabe; Zinn, 1757 | in der Kathedrale St-Étienne (Lage)                                         | PM57001195    | Inscrit        | 2019      |                |
| Patene                                                                                               | Grabbeigabe; Zinn, fragmentiert | in der Kathedrale St-Étienne (Lage)                                         | PM57001208    | Inscrit        | 2019      |                |
| Namenskreuz von Willermus                                                                            | Grabbeigabe; Zinn, 1316 | in der Kathedrale St-Étienne (Lage)                                         | PM57001204    | Inscrit        | 2019      |                |
| Patene von Pierre Caretti                                                                            | Grabbeigabe; Zinn, 1552 | in der Kathedrale St-Étienne (Lage)                                         | PM57001230    | Inscrit        | 2019      |                |
| Patene von Louis Chaillot                                                                            | Grabbeigabe; Zinn | in der Kathedrale St-Étienne (Lage)                                         | PM57001228    | Inscrit        | 2019      |                |
| Patene von Jacques Guérin                                                                            | Grabbeigabe; Zinn | in der Kathedrale St-Étienne (Lage)                                         | PM57001223    | Inscrit        | 2019      |                |
| Kelch von Pierre de Linières (?)                                                                     | Grabbeigabe; Zinn | in der Kathedrale St-Étienne (Lage)                                         | PM57001164    | Inscrit        | 2019      |                |
| Kelch                                                                                                | Grabbeigabe; Zinn | in der Kathedrale St-Étienne (Lage)                                         | PM57001150    | Inscrit        | 2019      |                |
| Zwei Rinonim                                                                                         | Silber, 1784 | in der Synagoge (Lage)                                                      | PM57000684    | Classé         | 2004      |                |
| Toraschild                                                                                           | Silber, 1911 | in der Synagoge (Lage)                                                      | PM57000693    | Classé         | 2004      |                |
| Menora                                                                                               | Bronze, 1729 | in der Synagoge (Lage)                                                      | PM57000696    | Classé         | 2004      |                |
| Zwei Kidduschbecher                                                                                  | Silber, um 1740 von Jean-Henri Oertel; im Musée d’art et d’histoire du Judaïsme in Paris                                                                                 | in der Synagoge (Lage)                                                      | PM57000698    | Classé         | 2004      |                |
| Gemälde Porträt von Antoine de Bretagne, Baron de Loisy                                              | Ölfarbe auf Leinwand, 17. Jahrhundert | im Palais de Justice (Lage)                                                 | PM57001053    | Inscrit        | 1982      |                |
| Gemälde Porträt von Jean-Nicolas Thiébaut                                                            | Ölfarbe auf Leinwand, 18. Jahrhundert | im Palais de Justice (Lage)                                                 | PM57001055    | Inscrit        | 1982      |                |
| Zwei Rimonim                                                                                         | Silber, 1875 | in der Synagoge (Lage)                                                      | PM57001064    | Inscrit        | 2000      |                |
| Pokal                                                                                                | Silber, 1895 | in der Synagoge (Lage)                                                      | PM57001073    | Inscrit        | 2000      |                |
| Skulptur Heiliger Stephan                                                                            | Holz, farbig gefasst und vergoldet, 17. Jahrhundert | in der Kathedrale St-Étienne (Lage)                                         | PM57001051    | Inscrit        | 1975      |                |
| Glocke Mademoiselle de Turmel                                                                        | Bronze, 1875 gegossen | in der Kathedrale St-Étienne (Lage)                                         | PM57001078    | Inscrit        | 1990      |                |
| Pietà                                                                                                | Kalkstein, um 1500 | in der Abtei St-Arnould (Lage)                                              | PM57001079    | Inscrit        | 1990      | weitere Bilder |
| Kirchenfenster Kreuzigung                                                                            | aus dem 14. Jahrhundert | im Palais épiscopal (Lage)                                                  | PM57001062    | Inscrit        | 1991      |                |
| Kelch von Pierre Bédacier                                                                            | Silber, vergoldet, 1648/49 | in der Kirche St-Maximin (Lage)                                             | PM57001040    | Inscrit        | 2010      |                |
| Kelch und Patene von Docteur Morlanne                                                                | Silber, vergoldet, 1732/33 | in der Kirche St-Maximin (Lage)                                             | PM57001041    | Inscrit        | 2010      |                |
| Weihrauchfass und -schiffchen                                                                        | Silber und Bronze, zwischen 1800 und 1809 | in der Kirche St-Maximin (Lage)                                             | PM57001042    | Inscrit        | 2010      |                |
| Fläschchen für die Krankensalbung                                                                    | mit Etui; Silber, zwischen 1809 und 1819 | in der Kirche Ste-Ségolène (Lage)                                           | PM57001045    | Inscrit        | 2010      |                |
| Reliquiar für einen Splitter des Wahren Kreuzes                                                      | Kupfer, versilber und vergoldet, um 1806 | in der Kirche Ste-Ségolène (Lage)                                           | PM57001047    | Inscrit        | 2010      |                |
| Vier Weihwasserbecken                                                                                | aus dem 19. Jahrhundert | in der Kirche Notre-Dame-de-l’Assomption (Lage)                             | PM57001095    | Inscrit        | 2010      |                |
| Liegefigur des Bischofs Dietrich Bayer von Boppard                                                   | Stein, nach 1384 | in der Kathedrale St-Étienne (Lage)                                         | PM57000146    | Classé         | 1972      |                |
| Taufbecken                                                                                           | gallo-römische Wanne aus Porphyr | in der Kathedrale St-Étienne (Lage)                                         | PM57000152    | Classé         | 1973      |                |
| Bewegliche Kanzel                                                                                    | Holz, 1728 | in der Kathedrale St-Étienne (Lage)                                         | PM57000153    | Classé         | 1973      |                |
| Bischofsthron des Heiligen Clemens von Metz                                                          | im 9. Jahrhundert umgearbeitete antike Säulentrommel | in der Kathedrale St-Étienne (Lage)                                         | PM57000158    | Inscrit Classé | 1974 1975 |                |
| Sogenannter Sommerornat der Karmeliterinnen                                                          | Kasel, zwei Dalmatiken, drei Manipel, Kelchvelum und Bursa; Seide, bestickt, 1782                                                                                        | in der Kathedrale St-Étienne (Lage)                                         | PM57000164    | Classé         | 1975      |                |
| Gemälde Beweinung Christi                                                                            | Ölfarbe auf Leinwand, Holzrahmen, 17. Jahrhundert | in der Kathedrale St-Étienne (Lage)                                         | PM57000168    | Classé         | 1980      |                |
| Kelche und Patene mit Verkündigungsdarstellung                                                       | Silber, vergoldet, 17. Jahrhundert | in der Kathedrale St-Étienne (Lage)                                         | PM57000176    | Classé         | 1975      |                |
| Bischofsstab                                                                                         | Elfenbein, Kupfer, vergoldet, 14. Jahrhundert | in der Kathedrale St-Étienne (Lage)                                         | PM57000181    | Classé         | 1975      |                |
| Pluviale                                                                                             | sogenannter Mantel Karl des Großen; Seide, Metallfaden, Anfang des 13. Jahrhunderts, aus Süditalien                                                                      | in der Kathedrale St-Étienne (Lage)                                         | PM57000186    | Classé         | 1975      |                |
| Reliquiar in Kreuzform                                                                               | Kupfer, vergoldet, Edelstein, 15. Jahrhundert; für den Ring des heiligen Arnulf                                                                                          | in der Kathedrale St-Étienne (Lage)                                         | PM57000188    | Classé         | 1975      |                |
| Hauptaltar                                                                                           | Altartisch mit Tabernakel, Altarkreuz und acht Leuchtern, zwei Kredenzen und zwei Kronleuchter mit Sockeln; Marmor und Bronze, vergoldet, 1833                           | in der Kirche Notre-Dame-de-l’Assomption (Lage)                             | PM57000192    | Classé         | 1968      |                |
| Kelch                                                                                                | Silber, vergoldet, 1637 | in der Kirche Ste-Ségolène (Lage)                                           | PM57000215    | Classé         | 1975      |                |
| Gemälde Petrus empfängt die Schlüssel                                                                | Ölfarbe auf Leinwand, 18. Jahrhundert | im Grand Séminaire (Lage)                                                   | PM57000223    | Classé         | 1982      |                |
| Gemälde Porträt von Pierre Joseph, Marquis de Maleville                                              | Ölfarbe auf Leinwand, Anfang des 19. Jahrhunderts | im Palais de Justice (Lage)                                                 | PM57000227    | Classé         | 1982      |                |
| Gemälde Porträt von Henri Charles du Cambout de Coislin                                              | Ölfarbe auf Leinwand, 19. Jahrhundert | im Palais épiscopal (Lage)                                                  | PM57000229    | Classé         | 1983      |                |
| Kelch von Jean-Baptiste Canon                                                                        | Grabbeigabe; Zinn | in der Kathedrale St-Étienne (Lage)                                         | PM57001157    | Inscrit        | 2019      |                |
| Namenskreuz eines Kanoniker mit dem Vornamen Charles-Henri                                           | Grabbeigabe; Zinn, um 1760 | in der Kathedrale St-Étienne (Lage)                                         | PM57001172    | Inscrit        | 2019      |                |
| Namenskreuz von Bertrand Noiron                                                                      | Grabbeigabe; Zinn, 1400 | in der Kathedrale St-Étienne (Lage)                                         | PM57001174    | Inscrit        | 2019      |                |
| Kelch von Jacques Martignon                                                                          | Grabbeigabe; Zinn, 1658 | in der Kathedrale St-Étienne (Lage)                                         | PM57001155    | Inscrit        | 2019      |                |
| Kelch von Hubert Alexandre                                                                           | Grabbeigabe; Zinn, 1622 | in der Kathedrale St-Étienne (Lage)                                         | PM57001153    | Inscrit        | 2019      |                |
| Namenskreuz                                                                                          | Grabbeigabe; Zinn, fragmentiert, 15. Jahrhundert | in der Kathedrale St-Étienne (Lage)                                         | PM57001211    | Inscrit        | 2019      |                |
| Namenskreuz von François Brossard                                                                    | Grabbeigabe; Zinn, 1564 | in der Kathedrale St-Étienne (Lage)                                         | PM57001178    | Inscrit        | 2019      |                |
| Namenskreuz von Jacques Martignon                                                                    | Grabbeigabe; Zinn, 1658 | in der Kathedrale St-Étienne (Lage)                                         | PM57001184    | Inscrit        | 2019      |                |
| Namenskreuz von Pierre Bertrand                                                                      | Grabbeigabe; Zinn, 1546 | in der Kathedrale St-Étienne (Lage)                                         | PM57001199    | Inscrit        | 2019      |                |
| Namenskreuz von Jean Praillon                                                                        | Grabbeigabe; Zinn, 1627 | in der Kathedrale St-Étienne (Lage)                                         | PM57001194    | Inscrit        | 2019      |                |
| Namenskreuz von Pierre Losey                                                                         | Grabbeigabe; Zinn, 1491 | in der Kathedrale St-Étienne (Lage)                                         | PM57001201    | Inscrit        | 2019      |                |
| Namenskreuz von Jean Ernest                                                                          | Grabbeigabe; Zinn, 1479 | in der Kathedrale St-Étienne (Lage)                                         | PM57001192    | Inscrit        | 2019      |                |
| Patene                                                                                               | Grabbeigabe; Zinn, um 1400 | in der Kathedrale St-Étienne (Lage)                                         | PM57001221    | Inscrit        | 2019      |                |
| Namenskreuz von Jean de Saint Paul (?)                                                               | Grabbeigabe; Zinn | in der Kathedrale St-Étienne (Lage)                                         | PM57001185    | Inscrit        | 2019      |                |
| Erinnerungstafel zur Beisetzung von Gérard de Relange, Jacques de Lorraine und Philippe de Floranges | | in der Kathedrale St-Étienne (Lage)                                         | PM57001238    | Inscrit        | 2019      |                |
| Patene von François Louis Deslandes                                                                  | Grabbeigabe; Zinn | in der Kathedrale St-Étienne (Lage)                                         | PM57001222    | Inscrit        | 2019      |                |
| Patene von Simon Henneman                                                                            | Grabbeigabe; Zinn, 1429 | in der Kathedrale St-Étienne (Lage)                                         | PM57001232    | Inscrit        | 2019      |                |
| Patene                                                                                               | Grabbeigabe; Zinn | in der Kathedrale St-Étienne (Lage)                                         | PM57001234    | Inscrit        | 2019      |                |
| Kelch und Patene von Jean Hubert                                                                     | Grabbeigabe; Zinn, 1574 | in der Kathedrale St-Étienne (Lage)                                         | PM57001134    | Inscrit        | 2019      |                |
| Patene von Juvénal Guerre                                                                            | Grabbeigabe; Zinn, 1581 | in der Kathedrale St-Étienne (Lage)                                         | PM57001135    | Inscrit        | 2019      |                |
| Kelch und Patene von Charles Huerne                                                                  | Grabbeigabe; Zinn, 1573 | in der Kathedrale St-Étienne (Lage)                                         | PM57001133    | Inscrit        | 2019      |                |
| Namenskreuz von Jean Peltre                                                                          | Grabbeigabe; Zinn, 1611 | in der Kathedrale St-Étienne (Lage)                                         | PM57001124    | Inscrit        | 2019      |                |
| Bischofsstab von Willibrord Benzler                                                                  | Silber, vergoldet, Edelstein, Anfang des 20. Jahrhunderts | in der Kathedrale St-Étienne (Lage)                                         | PM57000661    | Classé         | 2001      |                |
| Kanne                                                                                                | Zinn, um 1691 | in der Kathedrale St-Étienne (Lage)                                         | PM57000662    | Classé         | 2001      |                |
| Skulpturengruppe Grablegung                                                                          | Kalkstein, farbig gefasst, Mitte des 16. Jahrhunderts; aus der Kirche von Xivry-Circourt                                                                                 | in der Kathedrale St-Étienne (Lage)                                         | PM57000142    | Classé         | 1972      |                |
| Lesepult                                                                                             | Kupfer, Bronze, Marmor; Adler aus dem 12. Jahrhundert, Fuß von 1724 | in der Kathedrale St-Étienne (Lage)                                         | PM57000149    | Classé         | 1973      |                |
| Beichtstuhl                                                                                          | Eichenholz, 18. Jahrhundert | in der Kathedrale St-Étienne (Lage)                                         | PM57000150    | Classé         | 1973      |                |
| Sessel und zwei Hocker                                                                               | Eichenholz, Stoff, 18. Jahrhundert | in der Kathedrale St-Étienne (Lage)                                         | PM57000155    | Classé         | 1973      |                |
| Wandgemälde Verkündigung                                                                             | aus dem 15. Jahrhundert | in der Kathedrale St-Étienne (Lage)                                         | PM57000163    | Classé         | 1975      |                |
| Ring des heiligen Arnulf                                                                             | Gold, Karneol, 7. Jahrhundert | in der Kathedrale St-Étienne (Lage)                                         | PM57000173    | Classé         | 1975      |                |
| Kelch und Patene                                                                                     | Kupfer, versilbert und vergoldet, Email, 16. Jahrhundert | in der Kathedrale St-Étienne (Lage)                                         | PM57000175    | Classé         | 1975      |                |
| Kelch und Patene Marienkrönung                                                                       | Silber, vergoldet, Email, 17. Jahrhundert | in der Kathedrale St-Étienne (Lage)                                         | PM57000177    | Classé         | 1975      |                |
| Monstranz aus der Kartause von Rettel                                                                | Silber, teilweise vergoldet, Edelsteine, Anfang des 18. Jahrhunderts | in der Kathedrale St-Étienne (Lage)                                         | PM57000178    | Classé         | 1975      |                |
| Bischofsstab                                                                                         | Elfenbein, Kupfer, vergoldet, 12. Jahrhundert | in der Kathedrale St-Étienne (Lage)                                         | PM57000182    | Classé         | 1975      |                |
| Bischofsstab                                                                                         | Bronze, vergoldet, 12. Jahrhundert | in der Kathedrale St-Étienne (Lage)                                         | PM57000183    | Classé         | 1975      |                |
| Kelch und Patene                                                                                     | Silber, vergoldet, Email, 18. Jahrhundert | in der Kathedrale St-Étienne (Lage)                                         | PM57000189    | Classé         | 1975      |                |
| Kelch und Patene                                                                                     | Messing, Silber, 17. Jahrhundert | in der Kathedrale St-Étienne (Lage)                                         | PM57000190    | Classé         | 1975      |                |
| Wandvertäfelung und fünf Beichtstühle                                                                | Eichenholz, 18. Jahrhundert | in der Kirche Notre-Dame-de-l’Assomption (Lage)                             | PM57000193    | Classé         | 1968      |                |
| Kanzel                                                                                               | Eichenholz, Anfang des 19. Jahrhunderts | in der Kirche Notre-Dame-de-l’Assomption (Lage)                             | PM57000194    | Classé         | 1968      |                |
| Pietà                                                                                                | Stein, farbig gefasst, 16. Jahrhundert | in der Kirche St-Eucaire (Lage)                                             | PM57000199    | Classé         | 1971      |                |
| Kanzel                                                                                               | Holz, 18. Jahrhundert | in der Kirche St-Eucaire (Lage)                                             | PM57000201    | Classé         | 1971      |                |
| Grabdenkmal der Familie Baudoche de Heu-Gronays                                                      | Stein, farbig gefasst, um 1435 | in der Kirche St-Martin (Lage)                                              | PM57000204    | Classé         | 1973      |                |
| Skulptur Heilige Siglind von Troclar                                                                 | Holz, farbig gefasst, 16. Jahrhundert | in der Kirche Ste-Ségolène (Lage)                                           | PM57000212    | Classé         | 1969      |                |
| Kelch                                                                                                | Silber, vergoldet, 19. Jahrhundert | in der Kirche Ste-Ségolène (Lage)                                           | PM57000214    | Classé         | 1975      |                |
| Gemälde Porträt des heiligen Pierre Fourrier                                                         | Ölfarbe auf Leinwand, 18. Jahrhundert | im Grand Séminaire (Lage)                                                   | PM57000220    | Classé         | 1982      |                |
| Gemälde Kreuzigung                                                                                   | Ölfarbe auf Leinwand, 18. Jahrhundert | im Grand Séminaire (Lage)                                                   | PM57000222    | Classé         | 1982      |                |
| Gemälde Darstellung des Herrn                                                                        | Ölfarbe auf Leinwand, erste Hälfte des 18. Jahrhunderts | im Palais épiscopal (Lage)                                                  | PM57000233    | Classé         | 1983      |                |
| Skulptur Madonna mit Kind                                                                            | Holz, farbig gefasst, spätmittelalterlich | in der Kirche Ste-Famille in Patrotte (Lage)                                | PM57000236    | Classé         | 1984      |                |
| Wandgemälde Pietà                                                                                    | um 1600 | in der Kathedrale St-Étienne (Lage)                                         | PM57000610    | Classé         | 1930      |                |
| Skulptur Petrus                                                                                      | Holz, farbig gefasst, 18. Jahrhundert | in der Kathedrale St-Étienne (Lage)                                         | PM57000614    | Classé         | 1972      |                |
| Zwei Rimonim                                                                                         | Silber, 1785 | in der Synagoge (Lage)                                                      | PM57000685    | Classé         | 2004      |                |
| Zwei Rimonim                                                                                         | Silber, Mitte des 18. Jahrhunderts | in der Synagoge (Lage)                                                      | PM57000688    | Classé         | 2004      |                |
| Pietà                                                                                                | Holz, farbig gefasst, 17. Jahrhundert | in der Kathedrale St-Étienne (Lage)                                         | PM57001052    | Inscrit        | 1975      |                |
| Gemälde Porträt von Étienne Joseph François Xavier Chifflet d’Orchamps                               | Ölfarbe auf Leinwand, 18. Jahrhundert | im Palais de Justice (Lage)                                                 | PM57001057    | Inscrit        | 1982      |                |
| Gemälde Porträt von Jean-François Gilbert, Baron Gérard d’Hannoncelles                               | Ölfarbe auf Leinwand, 19. Jahrhundert | im Palais de Justice (Lage)                                                 | PM57001058    | Inscrit        | 1982      |                |
| Kirchenfenster                                                                                       | Zusammenstellung verschiedener Fragmente, 16. und 18. Jahrhundert | im Palais épiscopal (Lage)                                                  | PM57001061    | Inscrit        | 1991      |                |
| Zwei Reliquienbüsten                                                                                 | Holz, farbig gefasst,Glas, 18. oder 19. Jahrhundert | in der Kirche St-Maximin (Lage)                                             | PM57001044    | Inscrit        | 2010      |                |
| Ampullen für die heiligen Öle                                                                        | mit Etui; Silber, erste Hälfte des 19. Jahrhunderts | in der Kirche Ste-Ségolène (Lage)                                           | PM57001046    | Inscrit        | 2010      |                |
| Skulptur Heiliger Nikolaus                                                                           | Stein, ehemals farbig gefasst, 18. Jahrhundert; ehemals am Hospital Saint-Nicolas                                                                                        | im Depot der Unité Départementale de l’Architecture et du Patrimoine (Lage) | PM57001049    | Inscrit        | 2010      |                |
| Kelch von Jean Ernest                                                                                | Grabbeigabe; Zinn, 1479 | in der Kathedrale St-Étienne (Lage)                                         | PM57001128    | Inscrit        | 2019      |                |
| Kelch                                                                                                | Grabbeigabe; Zinn, 1400 | in der Kathedrale St-Étienne (Lage)                                         | PM57001127    | Inscrit        | 2019      |                |
| Kelch von Thiébaud Minetti                                                                           | Grabbeigabe; Zinn, 1538 | in der Kathedrale St-Étienne (Lage)                                         | PM57001131    | Inscrit        | 2019      |                |
| Kelch und Patene                                                                                     | Grabbeigabe; Zinn, um 1650 | in der Kathedrale St-Étienne (Lage)                                         | PM57001142    | Inscrit        | 2019      |                |
| Kelch                                                                                                | Grabbeigabe; Zinn, um 1700 | in der Kathedrale St-Étienne (Lage)                                         | PM57001145    | Inscrit        | 2019      |                |
| Kelch von Alexandre Crespin                                                                          | Grabbeigabe; Zinn, 1693 | in der Kathedrale St-Étienne (Lage)                                         | PM57001144    | Inscrit        | 2019      |                |
| Namenskreuz von Philippe de Floranges                                                                | Grabbeigabe; Zinn, 1521 | in der Kathedrale St-Étienne (Lage)                                         | PM57001122    | Inscrit        | 2019      |                |
| Namenskreuz von Hugo Nicolay                                                                         | Grabbeigabe; Zinn, 1552 | in der Kathedrale St-Étienne (Lage)                                         | PM57001123    | Inscrit        | 2019      |                |
| Kelch von René Brossard                                                                              | Grabbeigabe; Zinn, 1603 | in der Kathedrale St-Étienne (Lage)                                         | PM57001137    | Inscrit        | 2019      |                |
| Namenskreuz des Bischofs Bertram                                                                     | Grabbeigabe; Zinn, 1212 | in der Kathedrale St-Étienne (Lage)                                         | PM57001116    | Inscrit        | 2019      |                |
| Namenskreuz von Jean de Beaumont                                                                     | Grabbeigabe; Zinn, 1310 | in der Kathedrale St-Étienne (Lage)                                         | PM57001117    | Inscrit        | 2019      |                |
| Namenskreuz von Jacques de Lorraine                                                                  | Grabbeigabe; Zinn, 1521 | in der Kathedrale St-Étienne (Lage)                                         | PM57001121    | Inscrit        | 2019      |                |
| Namenskreuz von Henri de Hombourgcroix                                                               | Grabbeigabe; Zinn, 1352 | in der Kathedrale St-Étienne (Lage)                                         | PM57001118    | Inscrit        | 2019      |                |
| Kelch                                                                                                | Grabbeigabe; Zinn, 15. Jahrhundert | in der Kathedrale St-Étienne (Lage)                                         | PM57001130    | Inscrit        | 2019      |                |
| Namenskreuz von René Brossard                                                                        | Grabbeigabe; Zinn, 1603 | in der Kathedrale St-Étienne (Lage)                                         | PM57001207    | Inscrit        | 2019      |                |
| Namenskreuz von Christophe de la Saux                                                                | Grabbeigabe; Zinn, 1742 | in der Kathedrale St-Étienne (Lage)                                         | PM57001175    | Inscrit        | 2019      |                |
| Namenskreuz von Théodore de Mirabel                                                                  | Grabbeigabe; Zinn, 1452 | in der Kathedrale St-Étienne (Lage)                                         | PM57001203    | Inscrit        | 2019      |                |
| Namenskreuz von Otton de Diemeringen                                                                 | Grabbeigabe; Zinn, 1398 | in der Kathedrale St-Étienne (Lage)                                         | PM57001197    | Inscrit        | 2019      |                |
| Namenskreuz von Philippe Desch                                                                       | Grabbeigabe; Zinn, 1439 | in der Kathedrale St-Étienne (Lage)                                         | PM57001198    | Inscrit        | 2019      |                |
| Namenskreuz von Simon Hennemann                                                                      | Grabbeigabe; Zinn, 1429 | in der Kathedrale St-Étienne (Lage)                                         | PM57001202    | Inscrit        | 2019      |                |
| Namenskreuz von Pierre Carreti                                                                       | Grabbeigabe; Zinn, 1552 | in der Kathedrale St-Étienne (Lage)                                         | PM57001200    | Inscrit        | 2019      |                |
| Namenskreuz von Etienne Jovin                                                                        | Grabbeigabe; Zinn, 1473 | in der Kathedrale St-Étienne (Lage)                                         | PM57001169    | Inscrit        | 2019      |                |
| Kelch von Alexandre Crespin                                                                          | Grabbeigabe; Zinn, 1693 | in der Kathedrale St-Étienne (Lage)                                         | PM57001168    | Inscrit        | 2019      |                |
| Kelch von François-Louis Deslandes                                                                   | Grabbeigabe; Zinn, 1752 | in der Kathedrale St-Étienne (Lage)                                         | PM57001152    | Inscrit        | 2019      |                |
| Kelch                                                                                                | Grabbeigabe; Zinn, um 1400 | in der Kathedrale St-Étienne (Lage)                                         | PM57001151    | Inscrit        | 2019      |                |
| Kelch von Pierre Caretti                                                                             | Grabbeigabe; Zinn, 1552 | in der Kathedrale St-Étienne (Lage)                                         | PM57001163    | Inscrit        | 2019      |                |
| Kelch von Pierre Losey                                                                               | Grabbeigabe; Zinn, 1491 | in der Kathedrale St-Étienne (Lage)                                         | PM57001166    | Inscrit        | 2019      |                |
| Namenskreuz                                                                                          | Grabbeigabe; Zinn, fragmentiert, 16. Jahrhundert | in der Kathedrale St-Étienne (Lage)                                         | PM57001212    | Inscrit        | 2019      |                |
| Namenskreuz von Pierre Doublet                                                                       | Grabbeigabe; Zinn, fragmentiert, 1705 | in der Kathedrale St-Étienne (Lage)                                         | PM57001217    | Inscrit        | 2019      |                |
| Patene von Alexandre Crespin                                                                         | Grabbeigabe; Zinn, 1693 | in der Kathedrale St-Étienne (Lage)                                         | PM57001233    | Inscrit        | 2019      |                |
| Patene von Jacques Martignon                                                                         | Grabbeigabe; Zinn, 1658 | in der Kathedrale St-Étienne (Lage)                                         | PM57001224    | Inscrit        | 2019      |                |
| Patene                                                                                               | Grabbeigabe; Zinn | in der Kathedrale St-Étienne (Lage)                                         | PM57001235    | Inscrit        | 2019      |                |